# مقاطعة كارول (مسيسيبي)
مقاطعة كارول (بالإنجليزية: Carroll County, Mississippi)‏ هي إحدى مقاطعات ولاية مسيسيبي في الولايات المتحدة. ، بلغ عدد سكانها 10.597 نسمة في عام 2010 حسب إحصاء مكتب تعداد الولايات المتحدة وتصل الكثافة السكانية فيها 7 نسمة/كم2.

## أعلام
- جون إس. ماكين سينيور
- جوزيف دريك
- هنري بينكني ماكين

## وصلات خارجية
- United States Counties